# Harju JK Laagri
A Harju JK Laagri egy észt labdarúgócsapat, székhelye Laagri. Jelenleg az észt élvonalban szerepel. Hazai mérkőzéseit az 1000 fős Laagri kunstmurustaadion-ban játssza. 

## Történelem
A csapatot 2009. augusztus 27-én alapították, azzal a céllal, hogy fiatal játékosokat neveljenek ki.  2023-ban a csapat története során először szerepelt az első osztályban.

## Keret
| #  |     | Poszt | Név                 |
| -- | --- | ----- | ------------------- |
| 1  | EST | K     | Matheas Madik       |
| 2  | EST | KP    | Kevin Dubrovski     |
| 4  | EST | V     | Andres Järve        |
| 7  | EST | CS    | Roman Sobtšenko     |
| 8  | GNB | KP    | Usalifa Jose Indi   |
| 9  | EST | CS    | Karel Eerme         |
| 10 | EST | KP    | Magnar Vainumäe     |
| 11 | EST | V     | Mark Edur           |
| 16 | EST | CS    | Kristjan Kriis      |
| 17 | EST | V     | Andreas Kaevats     |
| 18 | UKR | V     | Danyl Mashchenko    |
| 19 | RUS | V     | Aleksandr Ivanjušin |
| 20 | EST | KP    | Stefan Tšendei      |
| 21 | EST | KP    | Marten Niilop       |

| #  |     | Poszt | Név               |
| -- | --- | ----- | ----------------- |
| 23 | EST | CS    | Daniil Rudenko    |
| 25 | EST | V     | Jako Kariste      |
| 31 | EST | K     | Tauri Bachmann    |
| 32 | GER | V     | Marius Samoura    |
| 33 | EST | V     | Robert Kirsimägi  |
| 40 | EST | KP    | Sten Marten Viira |
| 44 | EST | KP    | Sander Must       |
| 45 | EST | KP    | Kaarel Usta       |
| 49 | EST | CS    | Ander-Joosep Kose |
| 66 | EST | KP    | Kaspar Rõõmussaar |
| 77 | EST | CS    | Taaniel Usta      |
| 88 | EST | KP    | Reinhard Reimaa   |
| 96 | EST | CS    | Andre Järva       |
| 97 | LAT | K     | Ivans Baturins    |

## Sikerei
- Esiliiga Bajnok: 2022
- Esiliiga B Bajnok: 2021